# Пругасти кенгур
Пругасти кенгур, пругасти зец-валаби или мернин (лат. Lagostrophus fasciatus) је врста торбара из породице кенгура (Macropodidae). 

## Распрострањење
Ареал пругастог кенгура ограничен је на један континент, Аустралију.

## Угроженост
Ова врста се сматра угроженом.